# Abrothrix longipilis
Abrothrix longipilis é uma espécie de roedor da família Cricetidae.
Pode ser encontrada nos seguintes países: Argentina e Chile.